# Octobre 1842

## Événements
- Honoré de Balzac dédie à Victor Hugo les Illusions perdues.
- Premiers missionnaires rhénans à Windhoek dans le Sud-Ouest africain (Franz Heinrich Kleinschmidt et Carl-Hugo Hahn).

- 15 octobre : The Nation, organe du mouvement patriotique Jeune Irlande, est fondé par le poète romantique Thomas Osborne Davis.

- 19 octobre : Victor Hugo termine Les Burgraves.

## Naissances
- 1er octobre :
  - Charles Cros, poète et inventeur français.
  - Auguste-René-Marie Dubourg, cardinal français, archevêque de Rennes († 22 septembre 1921).
- 17 octobre : Gustaf Magnus Retzius (mort en 1919), anatomiste suédois.
- 24 octobre : Nikolaï Menchoutkine (mort en 1907), chimiste russe.
- 28 octobre : Louis-Joseph Luçon, cardinal français, archevêque de Reims († 28 mai 1930).

## Décès
- 13 octobre : Anna Rimbaut-Borrel, peintre française (° 9 mars 1817) ;
- 27 octobre : Charles François Louis Delalot, homme politique français (° 1772)